# Janno Põldma

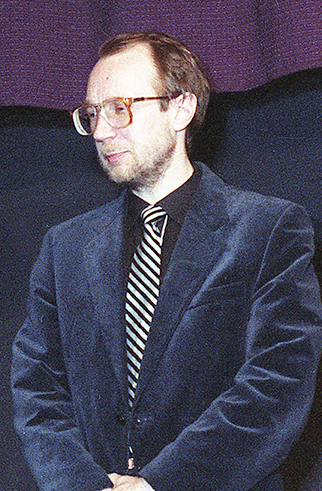
Janno Põldma 1994

Janno Põldma (* 7. November 1950 in Tallinn) ist ein estnischer Filmregisseur, Karikaturist und Kinderbuchautor.

## Leben und Werk
Põldma machte 1969 in Tallinn Abitur und studierte u. a. an der Tallinner Kulturhochschule Karikatur bei Heinz Valk. Seit 1973 arbeitete er bei Tallinnfilm, seit 1993 bei der eigens für Animationsfilme gegründeten Agentur Eesti Joonisfilm ('Estnischer Zeichentrickfilm').
Er ist seit 1986 Mitglied des Estnischen Filmverbandes.
Põldma publizierte seit der zweiten Hälfte der 1970er-Jahre und schrieb zunächst Schauspiele und Prosa. Ab den 1990er-Jahren schrieb er auch Drehbücher. Besonders fruchtbar wurde seine Zusammenarbeit mit dem Filmregisseur und Karikaturisten Heiki Ernits, mit dem (sowie mit Andrus Kivirähk) er beispielsweise die erfolgreichen Film Lotte im Dorf der Erfinder (2006) und Lotte und das Geheimnis der Mondsteine (2011) schrieb. Damit kann er als Begründer eines neuen Genres angesehen werden, da es bei den Werken nicht mehr „um die Verfilmung eines literarischen Werkes geht, sondern Buch und Film zusammen geplant und produziert werden.“
Põldma hat auch zahlreiche Schulbücher verfasst.

## Auszeichnungen
- 1995 Jahrespreis des Estnischen Kulturkapitals im Bereich Audiovisueller Kunst (gemeinsam mit Priit Pärn)
- 2000 Jahrespreis des Estnischen Kulturkapitals im Bereich Audiovisueller Kunst (gemeinsam mit Heiki Ernits, Andrus Kivirähk, Regina Lukk-Toompere und Olav Ehala)
- 2007 Jahrespreis des Estnischen Kulturkapitals im Bereich Audiovisueller Kunst (gemeinsam mit Heiki Ernits, Kaspar Jancis, Mati Kütt, Priit Pärn, Olga Marchenko, Ülo Pikkov und Priit Tender)
- 2011 Jahrespreis des Estnischen Kulturkapitals im Bereich Audiovisueller Kunst (gemeinsam mit Heiki Ernits)
- 2007 Orden des weißen Sterns (IV. Klasse)

## Deutsche Übersetzung
- Die Judojungs. Illustrationen von Edgar Valter. Aus dem Estnischen von Hannelore Wichmann. Perioodika, Tallinn 1990. 118 S.[4]